# Котляр, Евгений Николаевич
Евгений Николаевич Котляр (14 апреля 1980, Харьков — 20 февраля 2014, Киев) — активист экологического движения, участник Революции Достоинства, герой Небесной Сотни. Погиб от пули снайпера на улице Институтской в Киеве. Герой Украины (2014, посмертно).

## Биография
Родился и вырос в Харькове. Выпускник Харьковского педагогического лицея № 4, окончил Харьковский государственный технический университет радиоэлектроники (ХГТУРЭ). Последние годы работал промышленным альпинистом.
С мая 2010 г. принимал участие в защите Парка Горького от незаконной вырубки. Был одним из активистов созданной в ходе протестов экологической организации «Зелёный Фронт». Как последнее средство для защиты от вырубки харьковские альпинисты забирались на вершины деревьев. Сохранились видеосъемки спила дерева, на котором сидит Евгений
.
В 2010—2013 гг. продолжал участвовать в экологических и политических акциях протеста в Харькове.
На киевском Євромайдане был с начала декабря 2013 г. с небольшими перерывами. Состоял в Третьей сотне, дежурил по ночам на баррикаде возле Лядских ворот. После начала «мирного наступления» срочно вернулся из Харькова, куда поехал на несколько дней к отцу, прибыл в Киев вечером 18 февраля. 18-19 февраля провел на Майдане, помогал отстраивать укрепления и удерживать баррикады. 20 февраля во время атаки на Институтской улице из защиты имел только спортивный шлем и жестяной щит. Выносил раненых к отелю «Украина». В 9.55 был ранен навылет в шею и второй пулей в бедро . Первую помощь оказали в холле отеля «Украина», потом в машине скорой помощи. От полученных ран скончался по дороге в больницу.
Гражданская панихида состоялась 23 февраля в Харькове возле памятника Тарасу Шевченко .
Остались отец и младшая сестра.

## Память
Про Евгения Котляра снято два фильма.
14 марта 2015 года в кинотеатре «Боммер» состоялась премьера фильма Владимира Чистилина «Герої не вмирають» о троих харьковчанах-героях Небесной сотни.
17 апреля 2015 года в харьковском кинотеатре имени А. Довженко состоялся премьерный показ фильма «Герой Украины Евгений Котляр», который был снят на основе воспоминаний родных, друзей, фотографий из семейного архива и документальных кадров.. Фильм онлайн.
В сборник оформлены фото и воспоминания про Евгения Котляра .
Мемориальные доски открыты в лицее и ХНУРЭ .
В честь Небесной Сотни в Харькове названа площадь, имя Евгения дано улице . Планируется установка памятника .
Отец героя Николай Иванович Котляр написал стих на смерть сына:
Сыну
Моя кровинка, я горжусь тобой
В тылу не ждал огонь заградотряда
Ты мог уйти. Ты принял этот бой,
Хотя свистели роем пули рядом.
Когда на землю падали друзья
 — С фанерками нельзя в такую драку! —
Казалось — даже выстоять нельзя,
Вы поднялись и Вы пошли в атаку
Я б так не смог. Немногие б смогли.
Склоняюсь к дорогому изголовью.
Вы гордость, совесть, честь своей земли,
И землю эту Вы полили кровью
Прости, я снова плачу, мой герой.
Ты принял не спонтанное решенье.
Как ты мне нужен здесь, сейчас, живой
Я ненавижу жертвоприношенье.

### Награды
- Звание Герой Украины с вручением ордена «Золотая Звезда» (посмертно) — за гражданское мужество, патриотизм, героическое отстаивание конституционных принципов демократии, прав и свобод человека, самоотверженное служение Украинскому народу, обнаруженные во время Революции достоинства[17],
- Медаль «За жертвенность и любовь к Украине» (УПЦ КП, июнь 2015) (посмертно)[18],
- Грамота Верховного архиепископа Киево-Галицкого Святослава (УГКЦ, май 2016) (посмертно) [19],
- Чин украинского шляхтича (посмертно) от «Українського шляхетського товариства» [20].